# 言語論的転回
言語論的転回（げんごろんてきてんかい、英: Linguistic turn）とは、「ある人の使用する言語表現がその人の思想を写像（mapping）したものである」という仮定の下、思想の具体的分析の方法として言語の分析を採用するという方法論的転換を言う。
ルートヴィヒ・ウィトゲンシュタインが1922年に出版した論理哲学論考（独: Logisch-Philosophische Abhandlung）が決定的契機となり重要視されることとなった。

## 概要
言語が現実を構成するという考え方は、言語を事物のラベルのように見なす西洋哲学の伝統や常識の主流に反していた。たとえば、ここで言う伝統的な考え方では、まず最初に、実際のいすのようなものがあると思われ、それに続いて「いす」という言葉が参照するいすという意味があると考える。しかし、「いす」と「いす」以外の言葉（「つくえ」でも何でもいい）との差異を知らなければ、私たちは、いすがいすであると認識できないだろう。以上のようにフェルディナン・ド・ソシュールによれば、言語の意味は音声的差異から独立しては存在しえず、意味の差異は私たちの知覚を構造化していると言う。したがって、私たちが現実に関して知ることができることすべては、言語によって条件づけられているというのである。
ある人が使用する言語表現は、完全ではないかもしれないものの、その人の思想の一つの表現であることに変わりはない。すなわち、その人が使用する言語が備える文法や語彙などの制限により、喩えれば、その人の思想の元の形に覆いを被せてしまうようなことになってしまうものの、言い換えれば、"思想が持っている形を言語という覆いでくるんだような"（conformal）状態にはなるものの、他者にも把握することができるような具体的な形状を持つことになる。
他者の思想を把握するということを導く行為は複数あるにせよ、もっとも根拠のある科学的方法として採用され、20世紀で盛んに研究されたのが、この言語の分析による方法であり、この思想分析の具体的方法論の転換を言語論的転回（linguistic turn）と呼ぶ。
例えば、日本では虹は赤・橙・黄・緑・青・藍・紫の「7色に見える」が、英語には藍に該当する単語がないので「6色に見える」。また、ヨーロッパ文化圏には肩こりに当たる言葉がないので、「肩こりは起こらない」。これらは言葉が身体感覚を規定する例であり、言葉が現実を構築する例である。

## 経緯
人文科学における言語論的転回に決定的であったのは、ソシュール（その業績は後述のウィトゲンシュタインよりもさらに遡る）の影響下にある構造主義およびポスト構造主義の仕事だった。 それぞれの理論における言語の重要性は異なるが有力な理論家として 『言葉と物』を著したミシェル・フーコー、人間を言存在として定義したジャック・ラカンとその弟子筋のリュス・イリガライ、ジュリア・クリステヴァ、脱構築を主導したジャック・デリダ、時代はやや下るもののその影響下にあるジュディス・バトラーらが挙げられる。
言語論的転回を始めたひとりとして、ルートヴィヒ・ウィトゲンシュタインが挙げられる。彼の初期の仕事における、哲学的な問題が言語の論理の誤解から起こるという考え、および彼の後期の仕事における言語ゲームに関する所見が、その起源と考えられている。
非常にさまざまな知的な運動が「言語論的転回」という用語に関連づけられたが、この表現は分析哲学の伝統の中で研究していたリチャード・ローティが 1967年に編集した Linguistic Turn. Recent Essays in Philosophical Method [Rorty 1967] というアンソロジーでポピュラーになった。
言語が思考の透明な媒体でないという事実は、ヨハン・ゲオルク・ハーマンとヴィルヘルム・フォン・フンボルトの仕事に始まる言語哲学によってすでに強調されていた。ただし分析哲学はこの伝統に関連しておらず、その問題意識は必ずしも同じではない。
1970年代に、人文科学は構造化の動因である言語の重要性を認識した。
歴史的なディスコースにおける言語の力、特にある種の修辞的な比喩については、ヘイドン・ホワイトによって研究された。